# Помехово
Помехово (пол. Pomiechowo) — село в Польщі, у гміні Помехувек Новодворського повіту Мазовецького воєводства.
Населення — 338 осіб (2011).
У 1975-1998 роках село належало до Варшавського воєводства.

## Демографія
Демографічна структура станом на 31 березня 2011 року:
|          | Загалом | Допрацездатний вік | Працездатний вік | Постпрацездатний вік |
| -------- | ------- | ------------------ | ---------------- | -------------------- |
| Чоловіки | 161     | 29                 | 108              | 24                   |
| Жінки    | 177     | 27                 | 109              | 41                   |
| Разом    | 338     | 56                 | 217              | 65                   |